# Magyarország londoni nagykövetsége
Magyarország londoni nagykövetsége Magyarország és az Egyesült Királyság kapcsolatainak kiemelt intézménye. 1921-ben nyílt követségként, 2019-ben London Belgravia városrészében, az Eaton Place 35 szám alatt található. Nagykövetünk 2020-tól Kumin Ferenc.

## Története
Az első világháborút követően különvált az osztrák és a magyar külügy, de a békeszerződés megkötéséig csak külképviseleti hatóság szintjén volt londoni missziónk. 1921. október 15-én tette közzé (a pontos dátum megadása nélkül) a Külügyi Közlöny, hogy a hatóságot magyar királyi követséggé szervezte át, ideiglenes vezetőjének Hedry István követségi tanácsost nevezve ki, címeként a 47 Cadogan Place-t adva meg. (Egyébként ugyanez volt a párizsi képviselet követséggé alakításának az időpontja is.) 1922. március 22-én nevezték ki az első követünket Szapáry László személyében, aki az Osztrák–Magyar Monarchia idején már szolgált a londoni követségen attaséként. 1925-ben a követség a Chester Square 53-ban volt, 1927-ben vásárolták meg a máig használt Eaton Place 35. alatti épületet. A második világháború előtti utolsó nagykövetünk Barcza György volt, aki személyes kapcsolatai, befolyása révén érte el, hogy amikor 1941-ben Magyarország a nem sokkal az előtt megkötött barátsági szerződés dacára megtámadta Jugoszláviát, az Egyesült Királyság nem üzent hadat, csak a diplomáciai kapcsolatokat szakította meg április 7-én - ami persze azzal járt, hogy Barczának is távoznia kellett a szigetországból.
A második világháborút követően 1945-ben az Egyesült Királyság is benne volt abban a nyolc relációban, ahol az Ideiglenes Nemzeti Kormány követséget kívánt nyitni, mégis, 1947. október 20-ig kellett várni az első követ kinevezéséig, aki Bede István lett, őt Erős János követte, aki azonban - az akkori szóhasználattal - disszidált, ahogy rajta kívül 1951-ig még további öt követségi dolgozó is. 1947 és 1953 között Magyarország és az Egyesült Királyság viszonya feszült volt, ennek feloldására szánt gesztusként 1953-ban a budapesti brit követség létszámát 35 százalékkal csökkentették. 1951-től úgynevezett hírszerző referatúra kezdte meg működését a követségen, ami az Államvédelmi Hatóság VIII. osztályához tartozott és hírszerzési feladattal voltak megbízva. A referatúra rossz hírét nem csak azzal érdemelte ki, hogy a be nem szervezett követségi alkalmazottakat lenézték és állandó gyanakvásukkal mérgezték a légkört, hanem hogy tagjai egy kivételével nem beszéltek angolul, és első vezetőjük szerint erre nem is volt szükség a hírszerzőmunka elvégzéséhez. A magyar  A képviseletet 1963. december 2-án emelték nagykövetségi rangra, első nagykövetünk Incze Jenő lett, 1968-ban a Magyarország című külpolitikai hetilap a hat Nyugat-Európában lévő külképviseletünk legfontosabbjaként jellemezte.

## Képviseletek
A londoni nagykövetségen kívül az Egyesült Királyságban az alábbi képviseletek találhatók:
- Belfast - tiszteletbeli konzul
- Cardiff - tiszteletbeli konzul
- Edinburgh - alkonzulátus
- Manchester - főkonzulátus
- Torquay - tiszteletbeli konzul